# Distrito electoral federal 2 de Campeche
El II Distrito Electoral Federal de Campeche es uno de los 300 Distritos Electorales en los que se encuentra dividido el territorio de México y uno de los 2 en los que se divide el estado de Campeche. Su cabecera es Ciudad del Carmen.
Está formado por los municipios de Carmen, Champotón, Escárcega, Palizada, Candelaria y Seybaplaya.

## Diputados por el distrito
| Diputado                           | Grupo parlamentario | Legislatura          | Periodo     |
| ---------------------------------- | ------------------- | -------------------- | ----------- |
| Santiago Martínez                  |                     | III                  | 1863 - 1865 |
| Rafael Dondé                       |                     | IV                   | 1867 - 1868 |
|                                    |                     |                      |             |
| Anastasio Arana                    |                     | VIII                 | 1875 - 1878 |
|                                    |                     |                      |             |
| Antonio Castilla                   |                     | X                    | 1880 - 1882 |
| Santiago Blanco                    |                     | XI                   | 1882 - 1884 |
| Fernando Duret                     |                     | XII                  | 1884 - 1886 |
| Ramón S. de Lascuráin              |                     | XIII XIV XV XVI XVII | 1886 - 1896 |
| Diego Pérez Ortigosa               | Liberal             | XVIII                | 1896 - 1898 |
| Ignacio Canseco                    |                     | XIX XX XXI           | 1898 - 1904 |
| José Areche                        |                     | XXII                 | 1904 - 1906 |
|                                    |                     |                      |             |
| José Aréchiga                      |                     | XXIV                 | 1908 - 1910 |
|                                    |                     |                      |             |
| Juan Zubarán                       |                     | XXVI                 | 1912 - 1914 |
| Herminio Pérez Abreu               |                     | Constituyente        | 1916 - 1917 |
| Julio Zapata                       |                     | XXVII                | 1917 - 1918 |
| Conrado Ocampo                     | PPC                 | XXVIII               | 1918 - 1920 |
| Herminio Pérez Abreu               | PLC                 | XXIX                 | 1920 - 1922 |
| José Zertucha                      |                     | XXX                  | 1922 - 1924 |
| Eduardo R. Mena Córdova            |                     | XXXI XXXII           | 1924 - 1928 |
| Ángel Castillo Lanz                |                     | XXXIII               | 1928 - 1930 |
| Fausto Bojórquez Castillo          |                     | XXXIV                | 1930 - 1932 |
| Fernando Enrique Angli Lara        |                     | XXXV                 | 1932 - 1934 |
| Ramón Félix Flores                 |                     | XXXVI                | 1934 - 1937 |
| Ignacio Reyes Ortega               |                     | XXXVII               | 1937 - 1940 |
| Ramón Berzunza Pinto               |                     | XXXVIII              | 1940 - 1943 |
| Arcadio Ché Canché                 |                     | XXXIX                | 1943 - 1946 |
| Carlos Sansores Pérez              |                     | XL                   | 1946 - 1949 |
| Alberto Perera Castillo            |                     | XLI                  | 1949 - 1952 |
| Leopoldo Sales Rovira              |                     | XLII                 | 1952 - 1955 |
| Carlos Sansores Pérez              |                     | XLIII                | 1955 - 1958 |
| Carlos Cano Cruz                   |                     | XLIV                 | 1958 - 1961 |
| Carlos Sansores Pérez              |                     | XLV                  | 1961 - 1964 |
| José Dolores García Aguilar        |                     | XLVI                 | 1964 - 1967 |
| Manuel Pavón Bahaine               |                     | XLVII                | 1967 - 1970 |
| Abelardo Carrillo Zavala           |                     | XLVIII               | 1970 - 1973 |
| Luis Fernando Solís Patrón         |                     | XLIX                 | 1973 - 1976 |
| Jorge Muñoz Icthe                  |                     | L                    | 1976 - 1979 |
| José Edilberto Vázquez Rios        |                     | LI                   | 1979 - 1982 |
| Abelardo Carrillo Zavala           |                     | LII                  | 1982 - 1985 |
| Pedro Dario López Vargas           |                     | LIII                 | 1985 - 1988 |
| Jorge Enrique Minet Ortiz          |                     | LIV                  | 1988 - 1991 |
| Francisco Puga Ramayo              |                     | LV                   | 1991 - 1994 |
| Gabriel Escalante Castillo         |                     | LVI                  | 1994 - 1997 |
| Aracely Escalante Jasso            |                     | LVII                 | 1997 - 2000 |
| Ricardo Augusto Ocampo Fernández   |                     | LVIII                | 2000 - 2003 |
| Sebastián Calderón Centeno         |                     | LIX                  | 2003 - 2006 |
| Arturo Martínez Rocha              |                     | LX                   | 2006 - 2009 |
| Óscar Román Rosas González         |                     | LXI                  | 2009 - 2012 |
| Rocío Abreu Artiñano               |                     | LXII                 | 2012 - 2015 |
| Rocío Matesanz Santamaría          |                     | LXIII                | 2015 - 2018 |
| Irasema del Carmen Buenfil Díaz    |                     | LXIV                 | 2018 - 2021 |
| María Sierra Damián                |                     | LXV                  | 2021 - 2024 |
| Gabriela del Carmen Basto González |                     | LXVI                 | 2024 -      |

## Elecciones
2009
2012
2015
2018
2021
2024